# Chiesa di Santa Maria in Portico

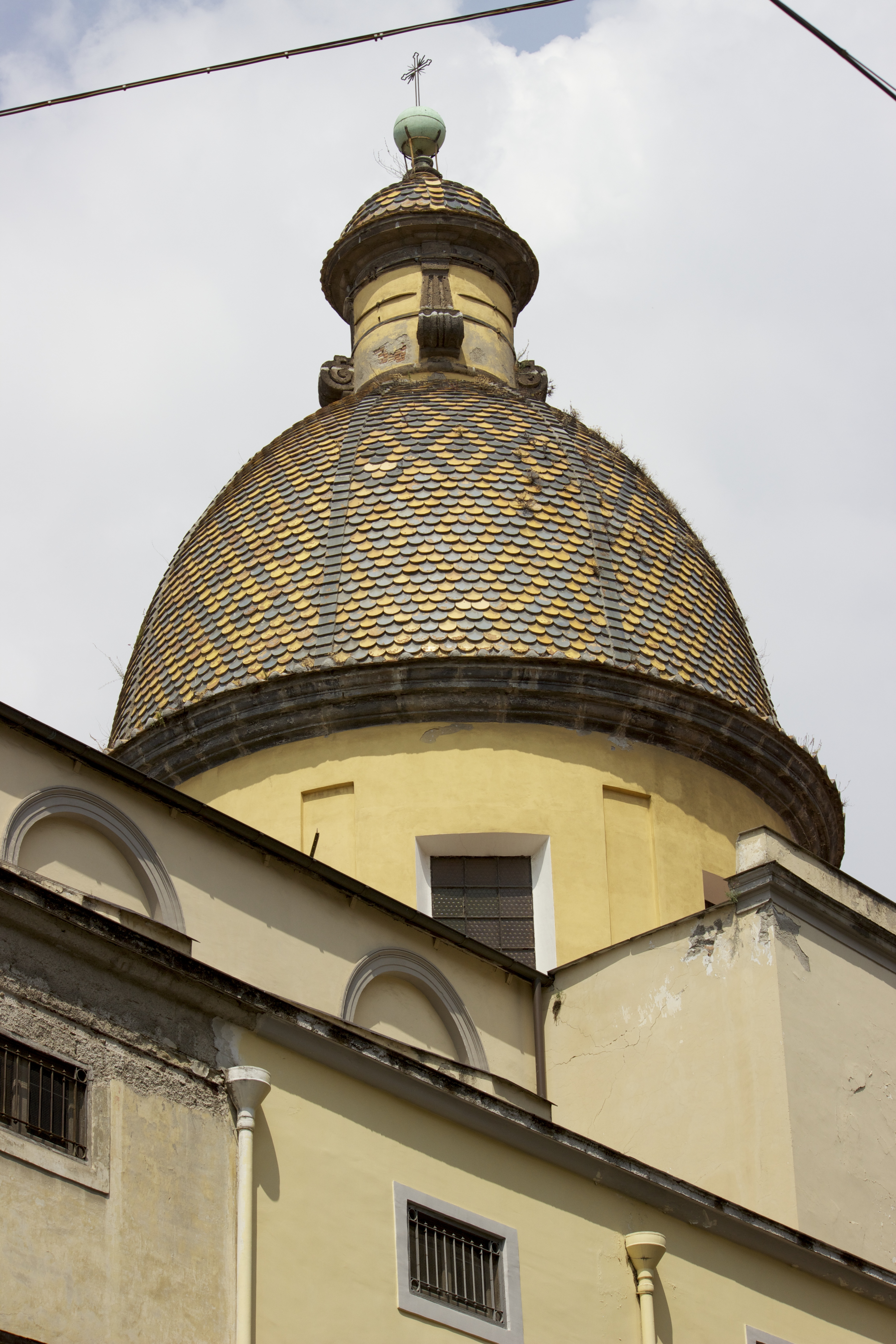
La cupola maiolicata

La chiesa di Santa Maria in Portico è una chiesa barocca di Napoli; è situata nello slargo che conclude la prospettiva dell'omonima strada.

## Storia
La costruzione di Santa Maria in Portico, iniziata nel 1632 su disegno dell'architetto Nicola Longo, si deve alla munificenza della duchessa di Gravina, Felice Maria Orsini in ricordo di quella romana di Santa Maria in Campitelli.
II complesso conventuale, inizialmente composto da tre edifici circondati da giardini, logge e fontane, acquisì rapidamente un notevole prestigio e fu sede provvisoria del viceré marchese del Carpio nel 1683. In seguito alla soppressione degli ordini religiosi, all'inizio del XIX secolo e alla definitiva espulsione nel 1866, ai Padri di Lucca è restata solo una piccola parte della primitiva struttura, dove tuttora abitano.

## Descrizione
La pianta della chiesa è a croce latina, con navata unica, tre cappelle su ciascun lato e transetto poco pronunciato.
Le coperture sono costituite da volte a botte, mentre la cupola, rivestita esternamente da embrici a squame, gialli e turchini, è impostata su un alto tamburo con otto finestre e presenta un sesto lievemente rialzato. Sul lanternino cieco è posta una sfera di rame sormontata dalla croce.
Al di sopra dell'atrio di accesso è iI coro, anch'esso coperto a botte.
Su navate e crociere si aprono finestre a strombo, alcune cappelle presentano invece asole curvilinee che sottolineano le lunette delle pareti di fondo.
Lo snello campanile a pianta quadrata, concluso da un elegante bocciolo ottagonale, fu innalzato nel 1645 ed è sormontato dalla croce e da una banderuola in Iamina di ferro a forma d'orso, insegna dei duchi di Gravina. Costituiva un elemento caratteristico del paesaggio urbano fin quando la moderna sopraelevazione dell'adiacente corpo di fabbrica non ne ha precluso la vista.

### La facciata
La facciata, già attribuita a Cosimo Fanzago, è una delle prime opere importanti di Arcangelo Guglielmelli e fu realizzata nel 1682 in maniera sostanzialmente fedele al progetto del maestro, come dimostra il disegno autografo conservato agli Uffizi; la successiva chiusura dei due vani laterali dell'atrio porticato (1862) ne ha compromesso le originarie valenze spaziali.
È impostata su due ordini intervallati dall'alta fascia mediana con al centro l'iscrizione dedicatoria ed è ripartita da lesene bugnate in piperno, di ordine tuscanico e ionico, alleggerite da basi e capitelli in marmo bianco.
II corpo centrale, concluso da un timpano triangolare sormontato da un fastigio in piperno, si raccorda mediante eleganti volute alle ali più basse; al centro è un ampio finestrone inquadrato da colonne e sormontato da un timpano a lunetta.
La zona basamentale, invece, si caratterizza per il motivo della serliana e la sobria policromia derivante dall'uso combinato di marmo, piperno e mattone a vista, quest'ultimo poco diffuso nella Napoli barocca poiché implicava la rinuncia agli apparati ornamentali in stucco tipici del gusto dell'epoca.

### La navata

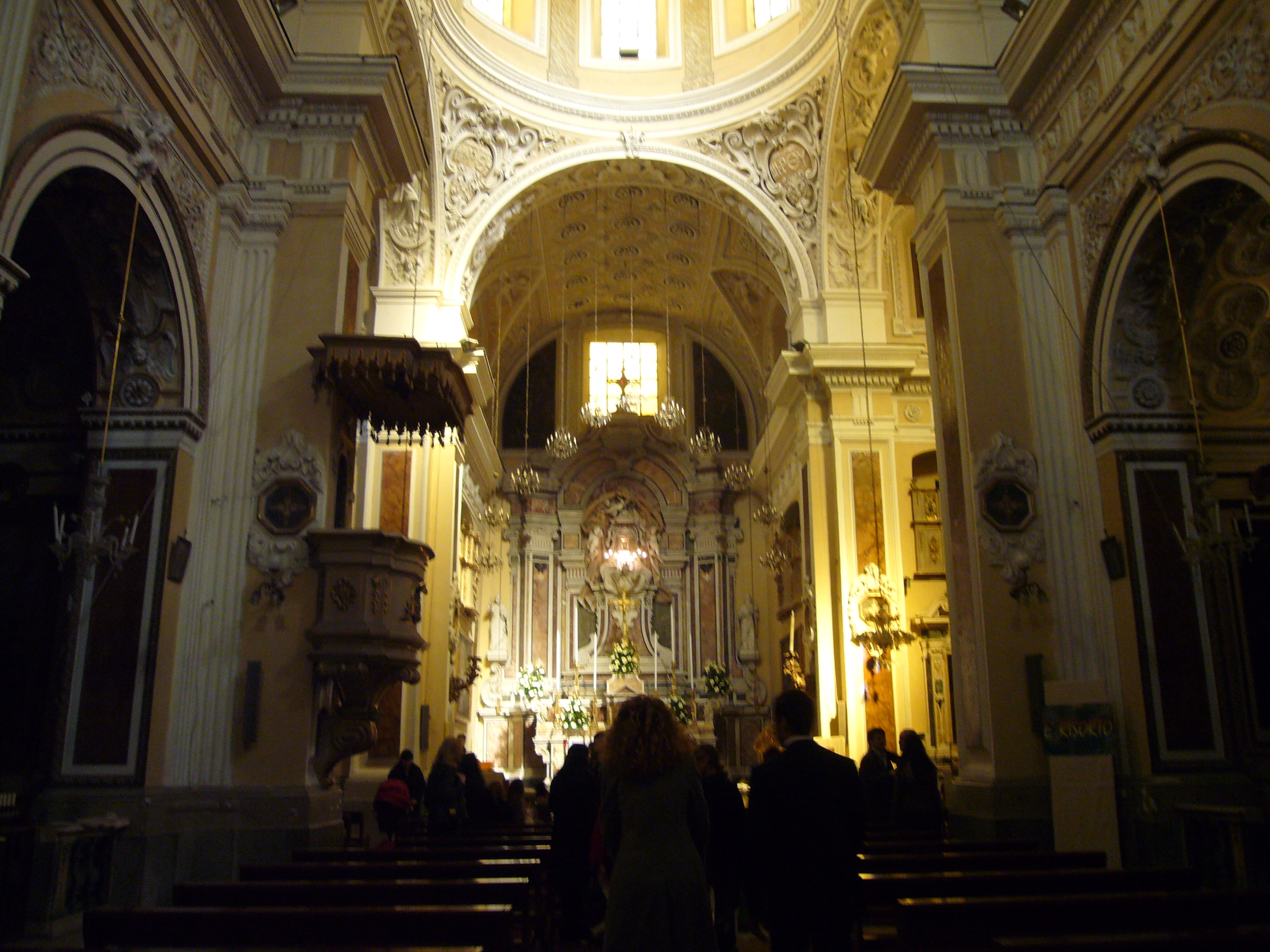
L'interno

La volta della navata è decorata con stucchi che recano la sigla "D.P." e la data 1634 posta sulle monete che fuoriescono dalla cornucopia della figura dell'Abbondanza situata sopra l'arco a sinistra dell'altare; sugli arconi sono putti volanti che sostengono palmette e figurine di virtù, sui campi intermedi rosoni alternati a cherubini inscritti entro rombi, al di sopra delle finestre si trovano angioletti recanti i simboli della Vergine (il pozzo, la casa, la fontana, la posta, il tempio, la torre), nei quattro grandi archi che sostengono la cupola sono le allegorie delle virtù cardinali e teologali, sui pennacchi stemmi a cartoccio con il monogramma greco della Vergine "MP ΘY".
II cornicione, infine, è decorato con ovoli, dentelli, rosoni e cherubini.
Il pavimento seicentesco in cotto, di gusto vicino a Cosimo Fanzago, presenta ai lati riquadri in marmo bianco e grigio e, al centro, due stemmi con intarsi in marmo rosso e giallo. Sempre al centro è la lapide tombale di Felice Maria Orsini, che qui fu sepolta nel 1647, con stemma sormontato da un teschio in marmo intarsiato rosso, grigio e giallo. Un'altra lapide e posta dinanzi alla terza cappella sinistra.
Ai lati dell'ingresso sono le due acquasantiere in marmo bianco e grigio ispirate al grande artista lombardo, contemporanee alla chiesa, formate da una conchiglia sorretta da una testa d'angelo, sul lato destro del presbiterio e la poltrona vescovile in legno dorato con zampe a fusto tigrato e braccioli formati da due serpenti che si intrecciano nella spalliera, di artigianato inizio Ottocento, con ai lati due sgabelli.
Presenti anche nella chiesa quattro confessionali di artigianato napoletano in legno finemente intagliato. Da notare, prima di accedere al presepe, un bel portale che riporta l'immagine di Santa Maria in Campitelli.
Altri interessanti elementi di arredo sono i lampadari settecenteschi decorati con foglie e fiori in vetro di Murano, gli armadi seicenteschi in noce intagliato della sagrestia compiuti da fra Francesco Meniconi (1647) e il lavabo di Domenico Antonio Vaccaro. Sul lato sinistro della navata è il pulpito seicentesco, in legno scolpito e dorato, e sormontato da un baldacchino con frange recante al centro la colomba dello Spirito Santo.

### Transetto ed abside

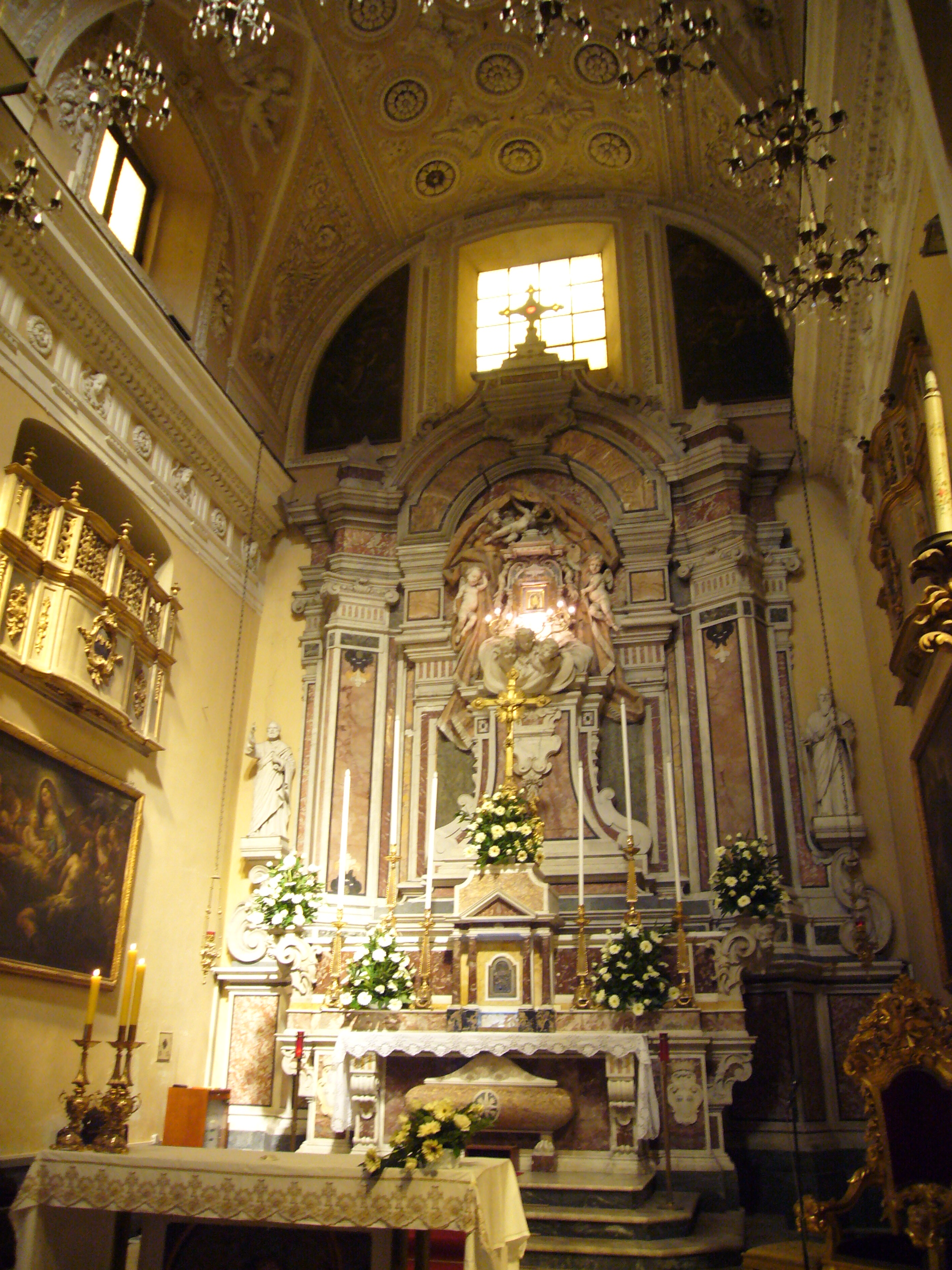
L'altare maggiore

L'altare maggiore è in marmi policromi, con ciborio a tempietto e, sotto la mensa, è presente un'arca in marmo giallo, sostenuta da zampe di leone; inoltre sono presenti una balaustra in marmo ed un pavimento in marmo bianco, rosso e nero con disegni a rombi.
La cona dell'altare maggiore si deve a Domenico Antonio Vaccaro (1732). Essa è inquadrata da due pilastri a pianta obliqua, sormontati da una ricca cimasa semicircolare, tre angeli in marmo bianco sostengono un drappo in "gialletto"; in basso sono altre tre teste di cherubini, forse aggiunte successivamente. Al centro di questo apparato si trova l'effigie della Vergine, copia dell'originale in smalto del XIII secolo conservato in Santa Maria in Campitelli a Roma, commissionata dalla duchessa di Gravina e qui trasferita "con solenne processione" dalla chiesa di Santa Brigida nel 1638.
Un arco su pilastri ionici inquadra la Madonna e il Bambino, "d'oro niellato", su fondo "simile allo zaffiro"; intorno, rami e foglie di quercia, più in alto, le teste degli apostoli Pietro e Paolo. Di recente anche quest'immagine è stata rimossa e sostituita da una copia.
Le due statue in stucco ai lati della cona rappresentano i Santi Pietro e Paolo.
Il coretto seicentesco è delimitato con balaustra in legno dorato, intagliato secondo un disegno a graticcio.
Altra opera è il dipinto Storie e Miracoli di Santa Maria in Portico, attribuibile ad un seguace di Luca Giordano (Napoli 1634-1705), d'inizio Settecento.
Nei lunettoni delle pareti di fondo del transetto e dell'abside, ai lati delle finestre, si trovano sei spicchi in tela dipinta di scuola giordanesca con "luci grasse, fioccose e di tono argentino", che narrano i miracoli operati dall'Immagine di Santa Maria in Portico e la fondazione della chiesa di Roma.
Nell'abside sono conservate l'Apparizione di Santa Maria in Portico a Santa Galla e Papa Giovanni I riceve la Santa immagine per mano degli angeli; nella crociera destra: Fedeli pregano dinanzi al Tempio di S. Maria in Portico (chiuso durante le peste del 1656) e La processione di papa Callisto III nel 1156 con La beata immagine contro il contagio nella crociera sinistra, la Consacrazione di Santa Maria in Portico da parte del papa Giovanni e la Processione di papa Gregorio Magno con l'Immagine della Madonna durante la peste di Roma del 599.
Attribuibile a Giovanni Battista Benaschi è l'Adorazione del Magi, un dipinto in olio su tela, della seconda metà del XVII secolo. La Sacra famiglia occupa il lato destro del dipinto con la Vergine in posa di tre quarti e il Bambino in grembo, rivolto verso il vecchio e salvo Re mago, inginocchiato al centro; san Giuseppe, sporgendosi in avanti, osserva la scena, completata dal lato opposto dagli altri re magi, da un angelo e, più indietro, da due cammelli.
L'Adorazione dei pastori è un olio su tela della seconda metà del XVII secolo, sempre opera di Giovan Battista Beinaschi: al centro la Madonna china il capo verso il Bambino posto sul giaciglio, che ricambia il suo sguardo e verso il quale sono rivolti anche san Giuseppe e l'Angelo a sinistra. Tre pastorelle incuriosite ed un pastore dalla posa scorciata completano la scena sulla destra.
Il Martirio di San Bartolomeo è un olio su tela ancora della metà del XVII secolo, copia di una tela di Mattia Preti, già in collezione Dragonetti all'Aquila; si trova nel transetto destro: il santo, vecchio e con la barba bianca, siede in posizione obliqua circondato dai carnefici, tre dei quali sono intenti a scorticargli le braccia e la gamba sinistra, la sua figura nuda risalta sul fondo scuro del dipinto.
L'Annunciazione è un olio su tela degli inizi del XVII secolo, opera di Fabrizio Santafede (siglato infatti F.S.); si trova nel transetto destro: la Vergine, seduta sulla sinistra in posa di tre quarti, posa la mano destra sul petto mentre con l'altra regge un libro, sulla destra l'arcangelo Gabriele, che indossa una tunica rosea aperta sulla gamba, avanza verso di Lei, superiormente, figure d'angeli e la colomba dello Spirito Santo in uno squarcio di luce coronano la scena.
Giobbe, un olio su tela della seconda metà del XVII secolo, copia di una tela di Mattia Preti, già in collezione Dragonetti all'Aquila, si trova nel transetto sinistro: il vecchio, nudo, è riverso in terra con le gambe contratte e le braccia aperte; sul fondo, un uomo anziano in ricche vesti siede pensoso; verso destra s'affaccia il busto della moglie, mentre a sinistra altri due personaggi assistono alla scena.

## Il coro
Si apre con un affresco di Giovanni Battista Benaschi, la Gloria nel nome di Maria, un lavoro della seconda metà del XVII secolo: gruppi di angeli in volo e danzanti, delle pose variamente scorciate, sono nei due ovali delle volte degli anditi laterali e, "in tinte chiarissime", nella volta e nelle pareti laterali.
Sulle quattro porte, entro cimase elegantemente decorate a stucco, sono quattro ovali affrescati con i busti di Re David e della Vergine, a destra, di San Gioacchino e San Giuseppe a sinistra. Pessimo è il loro stato di conservazione.
Sotto si trova un seggio rettorio e stalli lignei "con belle cornici, intagli, frutti a tutto tondo e festoni", di gusto rococò.
L'organo a canne, di fattura barocca, e in legno intagliato, decorato con fregi di fiori e frutta; in alto è sormontato da due anfore e, al centro, da una testa d'angelo; la balaustra antistante è di legno traforato con dorature e presenta al centro il monogramma greco della Vergine.

## Le cappelle della navata

### Prima cappella a sinistra, di Sant'Anna
La cappella presenta interessanti decorazioni in stucco, come la coltre plastica eseguita nel 1688 da Giacomo Colombo e i due angeli che si affacciano dalle colonne, attribuiti a Domenico Antonio Vaccaro.
- L'Annunciazione è un olio su tela attribuito ad Angelo Mozzillo. L'Arcangelo Gabriele, sulla sinistra, porge il giglio alla Vergine, seduta innanzi all'inginocchiatoio visto di scorcio e con la mano destra sul servo in segno di muta obbedienza. La scena è completata da un gruppo di angeli posti intorno ai personaggi principali.
- La nascita della Vergine è invece un olio su tela, firmato e datato 1760 da Fedele Fischetti. San Gioacchino, che indossa una veste verde e un manto rosso, indica con ampio gesto della mano la Neonata, in grembo ad una fantesca seduta sulla sinistra; alle spalle di questa è un'altra fantesca. Sant'Anna, nel letto puerperale, è rappresentata secondo uno scorcio obliquo che accompagna lo sguardo dell'osservatore verso il centro del dipinto. Al suo fianco sono altre figure femminili e, in alto, puttini volanti. Il dipinto è firmato Giordano (e non Fedele) Fischetti che usava, nei primi anni della sua carriera, il cognome della madre accanto al proprio.
- L'Immacolata Concezione è un olio su tela attribuito ad Angelo Mozzillo. La Vergine, avvolta in un mantello blu, è in piedi sul drago e la falce di luna, mentre due angeli la incoronano; intorno, altri angeli, di cui uno mostra uno specchio ricurvo, un altro una rosa e un altro ancora, con un giglio nella mano sinistra, guida con la destra lo sguardo dell'osservatore verso il centro del dipinto.

### Seconda cappella a sinistra, di San Giuseppe
È decorata con marmi e stucchi dorati; il ciborio sull'altare è concluso da un timpano triangolare.
- La Morte di san Giuseppe è un olio su tela della seconda metà del XVII secolo di scuola napoletana. Il santo, in posizione scorciata, è disteso sul giaciglio con il busto sollevato e rivolge lo sguardo verso Cristo che, alle sue spalle, lo abbraccia e lo sostiene; a destra, la Vergine e due altri personaggi lo assistono. Superiormente un gruppo di angeli, uno dei quali reca dei gigli, conclude il dipinto.
- Il Sogno di san Giuseppe è un olio su tela del 1794 di Francesco Verini. A sinistra il santo, avvolto in una tunica azzurra, dorme con il gomito appoggiato ad un tavolo; alle sue spalle l'Angelo, fulcro del dipinto per la posizione ed il candido incarnato, gli indica la via della fuga; la Vergine, sulla destra, è inginocchiata in atteggiamento orante. L'Eterno in alto ed altri angeli sulla sinistra completano la scena, dal sapore quasi ottocentesco per le forme vagamente accademiche e preziose e per i colori tenui e traslucidi.
- Il Matrimonio della Vergine è un olio su tela della seconda metà del XVII secolo di scuola napoletana. Dal fondo scuro del dipinto emergono le figure della Vergine, inginocchiata a sinistra, e di san Giuseppe, con il bastone fiorito; Simeone è al centro, mentre quattro altri personaggi assistono alla scena.

### Terza cappella a sinistra, di San Giovanni Leonardi
"È ricca di finissimi stucchi pregiati marmi e abbondanti dorature". Vi si trovava il Rosario di Francesco Verini (firmato e datato 1797), oggi in deposito.
Nel 1909 la cappella fu restaurata e dedicata a Giovanni Leonardi (1541-1609), fondatore dei Chierici regolari della Madre di Dio e canonizzato nel 1938. In occasione del restauro vennero rimosse le tele settecentesche ricordate dalle fonti, oggi nella prima cappella a destra, sostituendole con quelle del pittore G. Rendesi che ancor oggi si vedono:
- quella sull'altare mostra "il beato Leonardi che presenta i suoi religiosi a Maria SS.ma, ed ella stende il suo manto in segno di accoglierli sotto la sua celeste protezione";
- il quadro sulla destra raffigura "l'estasi che precede la notte del beato";
- in quello a sinistra, copia di un dipinto di Andrea Pozzo "è effigiato san Filippo Neri che accoglie il beato Leonardi, esule da Lucca".

### Prima cappella a destra, dell'Immacolata
La cappella, "povera di stucchi, ha altare con ciborio, pavimento e balaustrata di pregevoli marmi". Le due tele erano originariamente collocate nella terza cappella sinistra.
- Il Bambino Gesù ha la visione della Croce è un olio su tela attribuito a Nicola Vaccaro. La Vergine, seduta a sinistra con un libro aperto in grembo, reclina teneramente il capo su quello del bambino che indossa una veste bianca e le addita la croce sostenuta da due angioletti. Le luci chiare dei personaggi si stagliano sullo sfondo in penombra del dipinto, completato sulla destra da un paesaggio dai toni bruni.
- L'Immacolata è una statua policroma realizzata a Seravezza in Toscana nel 1912.
- La Vergine con Bambino, sant'Anna, san Gioacchino e san Giovannino è un olio su tela di Nicola Vaccaro, da lui eseguito all'inizio del XVIII secolo. San Gioacchino, con un libro fra le mani, siede di profilo sulla sinistra; alle sue spalle, china a parlargli, è sant'Anna, velata da un manto azzurro; a destra, in posa di tre quarti, siede la Vergine che allatta il bambino, nudo, rivolto a san Giovannino che gli bacia un piede. La croce astile e l'Agnus Dei completano inferiormente la scena, ambientata in una tenue penombra.

### Seconda cappella a destra, del crocifisso di Lucca
- Il Cristo coronato di spine e deriso è un olio su tela di scuola napoletana copia seicentesca di un originale smarrito del Ribera. Dal fondo bruno spiccano il rosso del mantello e le membra nude di Gesù, rappresentato di scorcio, quasi accovacciato a terra, con il busto proteso in avanti e le mani legate. Intorno sono quattro sgherri, uno dei quali impugna una verga e si accinge a privarlo del mantello.
- Il Crocifisso ligneo è una copia un poco dissimile dell'originale medievale conservato a Lucca, oggetto di grande venerazione popolare.
- La Deposizione è un olio su tela attribuito a Giacomo Farelli, copia di un originale di Andrea Vaccaro. La figura di Cristo, in scorcio frontale ed in forte risalto cromatico rispetto al fondo bruno, ricade abbandonata in avanti dalle ginocchia della Vergine.

### Terza cappella a destra, dell'Assunta
- Gesù accoglie l'anima della Vergine è un olio su tela di Giovanni Bernardino Azzolino. Il dipinto è impostato su un doppio registro: nella zona inferiore la Vergine, distesa sul letto funebre, è circondata dagli apostoli, commossi, che recano ceri accesi; in alto, la Sua anima, "come candida fanciulla", riceve l'abbraccio di Gesù in un tripudio di cori angelici. II disegno di alcune figure si rivela "assai esperto e diligente", quello degli angeli piuttosto affrettato. Un quadro di questo soggetto si trova nella chiesa di San Tommaso a Capuana.
- L'Assunta è un olio su tela di Paolo De Matteis. La Vergine, seduta su un gruppo di nuvole dalla consistenza materica e con le braccia aperte, è sollevata da due angeli verso il cielo, dove è accolta da putti dal disegno sfumato nell'ocra dello sfondo; nella parte inferiore del dipinto altri sei putti ne accompagnano il movimento ascensionale.
- L'Incoronazione della Vergine è un olio su tela di Giovanni Bernardino Azzolino. Cristo e l'Eterno, stagliati su un fondo chiaro, incoronano la Vergine, inginocchiata in posizione frontale e con le braccia incrociate sul seno; nuvole e teste di cherubini sostengono queste figure separandole dalla zona inferiore, che appare piuttosto affollata per la presenza di angeli in coro al centro e due gruppi di santi a mezzo busto ai lati.

## Il presepe seicentesco
Tra i presepi napoletani famosi ben si colloca quello seicentesco della chiesa di Santa Maria in Portico, opera dell'artista P. Ceraso, caposcuola dei cosiddetti "figurari", con figure a grandezza naturale, ricoperte di ricche stoffe e adornate alla maniera barocca spagnolesca.
Nuova la tecnica usata dall'artista nell'eseguire tali figure: infatti, i manichini lignei vennero svuotati per essere resi movibili, mentre per i volti fu usata una pasta particolare che consentiva di trasformare una maschera amorfa in una vera e propria scultura. Nuova anche l'ambientazione: una stalla-ricovero con una tettoia sporgente, coperta di frasche e con il panorama che si intravedeva in parte da una finestra e dove gli interpreti della scena apparivano immobili e gli spettatori mobili e con le sembianze di personaggi tipici del rione.
Del presepe, realizzato intorno al 1647 e formato da ben 15 figure, ci sono pervenuti solo quattro elementi: il bue, l'asino, il re Mago giovane ed il bambino detto della duchessa. Nel 1690 i padri di Santa Maria in Portico decisero di ampliare e rinnovare il presepe, affidandone il compito allo scultore veneto napoletanizzato Giacomo Colombo. Il Colombo, che aveva già realizzato varie figure terzine ed una serie di sculture per alcune chiese meridionali, creò nuovi personaggi, in linea con i cambiamenti del tempo: la coppia dei vecchi con il nipotino, la "foritana" ed il giovin signore. Secondo la tradizione i due vecchi rappresentano i ritratti dei custodi del giardino del convento con il loro nipotino, la bella "foritana" (donna venuta da fuori le mura) e simile nel volto all'effigie della Madonna della Pietà di Eboli dello stesso scultore, mentre molto originale risulta il ritratto del giovin signore, la cui testa rapata evidenzia l'abitudine dell'epoca alla parrucca.
Tali figure nel loro insieme ben rappresentano un momento di vita cittadina, come faranno in seguito i pittori della seconda metà del Settecento.
Ancora il Colombo eseguirà il San Giuseppe e la Madonna ed infine, nel 1709 lo stesso scultore sostituirà alcune figure del Ceraso e ne aggiungerà di nuove, come il re Mago moro ed il paggetto congolese. Le ultime figure, molto diverse da quelle più antiche, indicano una piena adesione agli schemi settecenteschi.
Il presepe, molto rinomato, continuò ad essere esposto per mezzo secolo, finché non si rese necessario un nuovo intervento, affidato questa volta allo scultore Giuseppe Picano, molto attivo nel campo delta scultura lignea, del marmo, dello stucco e della terracotta. Il Picano crea, quindi, la figura del povero in adorazione, altamente drammatica e che ricorda le immagini inserite nel fondo delle composizioni dal pittore Luca Giordano, quella dell'uomo villano o pastore dell'annunzio; il grosso cane pastore, infine, è opera della bottega del Picano.
Purtroppo, nel 1862, per l'abolizione degli ordini religiosi, la chiesa ed il convento vennero chiusi ed il presepe, molto famoso e visitato, accantonato in un deposito. Finalmente, nel Natale del 1872, il rettore dell'epoca decise di esporre nuovamente ai fedeli il presepe, composto dalle antiche figure, facendone rimodernare i manichini lignei, resi ormai inutilizzabili dal tempo e aggiungendone di nuove.
Fu incaricato questa volta lo scultore Vincenzo Reccio, specializzato in tali opere, che sostituì la Madonna, aggiunse un paggetto negro, un ragazzino che si avvia alla grotta ed una serie di figure di media altezza per popolare i secondi e i terzi piani della stalla-ricovero. Purtroppo, alla fine dell'Ottocento o ai primi del Novecento un deleterio intervento manomise gli antichi abiti e le ridipinture di tutte le sculture.
Dopo la prima guerra mondiale il presepe veniva allestito nel lato destro del transetto, richiamando moltissimi fedeli e curiosi ma, dopo pochi anni veniva esposto solo saltuariamente. Durante la seconda guerra mondiale, avendo subito la chiesa molti danni, il presepe risultava visibilmente danneggiato, sembrando quasi impossibile il suo restauro, ma nel 1961 l'azienda di "Soggiorno, cura e turismo di Napoli", decise di affidarne il recupero ai professor Lebro. In quell'occasione fu tolto dalla scarabattola il bambino della "duchessa" e presentato di nuovo al pubblico, insieme con tutto il complesso in una mostra allestita a Palazzo Reale e che riscosse un enorme successo.
Solo di recente a state possibile dare una sistemazione definitiva al presepe all'interno della chiesa, allestendo una grotta in un vano ricavato lateralmente e che non impegna le funzioni di culto e non altera l'organicità dell'architettura. Nel fondo si nota la Sacra coppia, a destra il "pezzente" della tradizione con accanto il re Mago vecchio, in primo piano il pastore dell'annunzio (i tre capolavori del Picano), a sinistra la coppia dei vecchi con il nipotino e la foritana con il giovin signore del Colombo.
Questa sistemazione che si ritiene definitiva ha reso possibile una nuova vita al complesso di figure presepiali plurisecolare che molto bene rappresenta la grande tradizione napoletana.